# Cá bơn khoang râu
Cá bơn khoang râu, tên khoa học Zebrias quagga, là một loài cá trong họ cá bơn thuộc bộ Pleuronectiformes .

## Phân bố địa lý
Loài cá này được tìm thấy từ các bờ biển của Biển Đỏ và Vịnh Ba Tư đến Malaysia, Thái Lan, Trung Quốc và Úc .